# 堅尼地道站
堅尼地道站（英語：Kennedy Road stop）是一個位於香港香港島中西區中半山堅尼地道，屬於山頂纜車的纜索鐵路車站，海拔高度56米。

## 車站資料

### 車站介紹
本站是山頂纜車往山頂方向的第一個中途站，與中環總站非常接近。乘客如不想在中環總站下車時排隊（多人時），可選用此站。
- 堅尼地道站站牌
- 山頂纜車服務暫停期間停泊在堅尼地道站的纜車
- 通往月台的樓梯
- 翻新前的堅尼地道站月台（2007年）

### 車站出口
一個出入口通往堅尼地道。

### 車站商店及自助服務
設有停站按鈕，不設售票服務，乘客上車時只能用八達通付款。

## 利用狀況
本站與其餘3個中途站（麥當勞道站、梅道站、白加道站）一樣，使用量極低，假日更沒有列車停靠。

## 接駁交通
- 城巴12A線（金鐘站至麥當勞道，循環線）
- 專線小巴9線（中環交易廣場至寶雲道，循環線）

## 車站周邊
- 雍仁會館
- 香港公園
- 聖若瑟書院
- 香港視覺藝術中心
- 纜車景茶座